# Halálos iramban: Ötödik sebesség
A Halálos iramban: Ötödik sebesség (eredeti cím: Fast Five, más cím: Fast & Furious 5 vagy Fast & Furious 5: Rio Heist) 2011-ben bemutatott amerikai akciófilm, a 2009-es Halálos iram című film folytatása és a Halálos iramban-filmsorozat ötödik része. Rendezője Justin Lin, forgatókönyvírója Chris Morgan, a főszerepet Vin Diesel, Paul Walker, Dwayne Johnson, Jordana Brewster, Ludacris, Tyrese Gibson és Sung Kang alakítja.
A filmet először Ausztráliában mutatták be 2011. április 20-án, az Egyesült Államokban pedig április 29-én. Magyarországon május 5-én volt látható a UIP-Dunafilm forgalmazásában.
Az Ötödik sebesség a legnagyobb és a második legmagasabb bevételt hozta a nyitóhétvégén, ami meghaladta az előző részének bevételét, ezzel rekordot felállítva. A bruttó összbevétele több mint 625 millió dollár volt világszerte, és a 63. helyen végzett a világlistán, így a hetedik legnagyobb bevételt hozó film lett 2011-ben.

## Rövid történet
Dominic Toretto és utcai versenyzőkből álló csapata nagyszabású rablást tervez, hogy kiváltsák szabadságukat, miközben egy nagyhatalmú brazil drogbáró és egy veszélyes szövetségi ügynök célkeresztjébe kerülnek.

## Cselekménye
|  | Alább a cselekmény részletei következnek! |

Amikor Dominic "Dom" Toretto-t szállítják a Lompoc-i börtönbe egy busszal, a húga Mia Toretto és barátja, Brian O'Conner megtámadják a buszt, ami felborul, ezzel kiszabadítva Dom-ot. Míg a hatóságok keresik őket, a triónak el kell menekülnie Rio de Janeiróba. Amíg megvárják Dom érkezését, hogy csatlakozzon Mia-hoz és Brian-hez, addig ők elmennek az egyik ismerősükhöz, Vince-hez, majd azt beszélik hogy lenne egy munka, amiben három autót kell ellopni egy vonatról. Brian és Mia elindulnak a vonaton hátra, látják hogy az amerikai DEA ügynökök is a vonaton utaznak, de ennek ellenére ellopják. Majd Dom is megérkezik a többiekkel, és rájönnek hogy az egyikük, Zizi-t, csak egy autó érdekli, a Ford GT40. Dom azt mondja Mia-nak hogy változott a terv, majd amikor látja Zizi hogy Mia másfelé megy, Brian és Dom összeverekszik Zizi-vel és az embereivel, majd az ügynökök látják hogy kirabolják a vonatot, ekkor Zizi megöli őket, és rálő a menekülő Dom-ra. Később Dom-ot és Brian-t elkapják, és elviszik őket Hernan Reyes-hez, aki a lopott autók tulajdonosa, és Zizi főnöke. Reyes azt akarja hogy mondják meg neki hogy hol vannak az autók, de ők nem árulják el, mert tudják hogy ha elmondják akkor utána úgyis megölik őket, majd sikerül nekik elmenekülniük, és elmennek a biztonságos helyre, ahol Mia várja őket.
Amíg Brian, Dom és Mia az autókat vizsgálják, megérkezik Vince, majd később megpróbál ellopni egy számítógépes csipet az egyik autóból, de Dom ezt kifigyelte, majd Vince bevallja neki hogy, Reyes-nek akarja odaadni, hogy minden rendben legyen, de Dom arra kényszeríti őt, hogy távozzon. Amíg Brian vizsgálja a chipet, rájön hogy az adatai Reyes több mint 100 millió dollárt őriz készpénzben, több helyszínen. Eközben a vonat fedélzetén nyomoznak a DEA ügynökök halála miatt, az elit kommandós Luke Hobbs és csapata eljön Rióba, hogy letartóztassa Domot és Briant. A helyi tisztviselő, Elena Neves egy rendszer segítségével lenyomozta hogy hol tartózkodnak Dom-ék, később Reyes emberei rájuk támadnak, de Mia, Dom és Brian elmenekül, majd amikor sikerült lerázni Reyes embereit és a rendőröket, Dom azt javasolja hogy váljanak szét, ő eltereli őket, míg Brian és Mia dél felé megy, de Mia bejelenti Brian-nak hogy terhes, Dom ekkor nem megy sehova és együtt maradnak, majd azt javasolja hogy lopják el Reyes összes pénzét, hogy új életet kezdhessenek. A trió csapatot szervez, hogy elvégezhessék a rablást. A csapat tagjai: Han Seoul-Oh, Roman Pearce, Tej Parker, Gisele Harabo, Leo és Santos. Később Vince is csatlakozik a csapathoz, miután megmentette Miá-t Reyes embereitől akik keresik a triót. A Leblon-i házba betörnek, majd felgyújtják az ott tárolt pénzt, ezért  Reyes az összes pénzét a rendőrség trezorjába vitette, amit a többi helyszínről elhozatott az embereivel.
Hobbs végül lenyomozza hogy hol rejtőzik a trió és a szervezett csapat, majd embereivel odamennek és letartóztatja Dom-ot, Mia-t, Brian-t és Vince-et. Míg elszállítják Dom-ékat, közben Reyes emberei megtámadja őket, és megölik Hobbs csapatát. Hobbs azt mondja Elena-nak, hogy vigyázzon rájuk, míg ő megpróbálja megölni Reyes embereit, de Elena elengedi Dom-ot és a többieket, majd Dom segít Hobbsnak, és Reyes embereit megölik. Látják, hogy Vince-t meglőtték, súlyosan vérzik, majd meghal. Bosszút esküsznek amiért meggyilkolták, Hobbs és Elena úgy dönt hogy segít a rablásban Dom-nak és a csapatának. Később a banda áttöri a rendőrség falát Hobbs páncélautójával, ahol Reyes a pénzzel teli trezort tatja, és rácsatlakoztatnak két erős drótot, Dom és Brian kitépik a falból két autó segítségével, majd végig húzzák a városon, de eközben Reyes és a rendőrség üldözi őket. Dom, abban a hitben van hogy nem tudják lerázni a rendőröket, ekkor Brian-t lecsatlakoztatja a trezorról, hogy elmeneküljön. Dom egyedül egy autóval és egy trezorral rácsatlakoztatva. Szembe a rendőrséggel hajt, majd végig szánt rajtuk a trezorral. Brian visszatér és lelövi Zizi-t, aki majdnem lelőtte Dom-ot. Reyes súlyosan megsérült, majd mikor Hobbs megérkezik a helyszínre, végez vele. Hobbs nem engedi el Brian-t és Dom-ot ilyen könnyen, de le tartóztatni se akarja őket, majd azt mondja nekik hogy megérdemelnek 24 órás előnyt, hogy elmeneküljenek. Majd a banda szét ossza Reyes pénzét, és mindenki külön utakon távozik. Vince családjának is küldenek részesedést.
Egy trópusi strandon, Brian látható terhes feleségével, Mia-val pihenni. Dom és Elena összejöttek, majd eljönnek meglátogatni a húgát. Brian kihívja Dom-ot egy végső menetre, hogy bebizonyosodjon melyikőjük jobb vezető.
A stáblista után, Hobbs látható, amikor kap egy aktát Monica Fuentes-től, amiben az áll hogy egy csapat sofőr eltérített egy katonai konvojt Berlinben. Majd Hobbs lát egy frissen készült fotót Dom egykori barátnőjéről, Letty Ortizről, aki feltételezhetően meghalt.
|  | Itt a vége a cselekmény részletezésének! |

## Szereplők

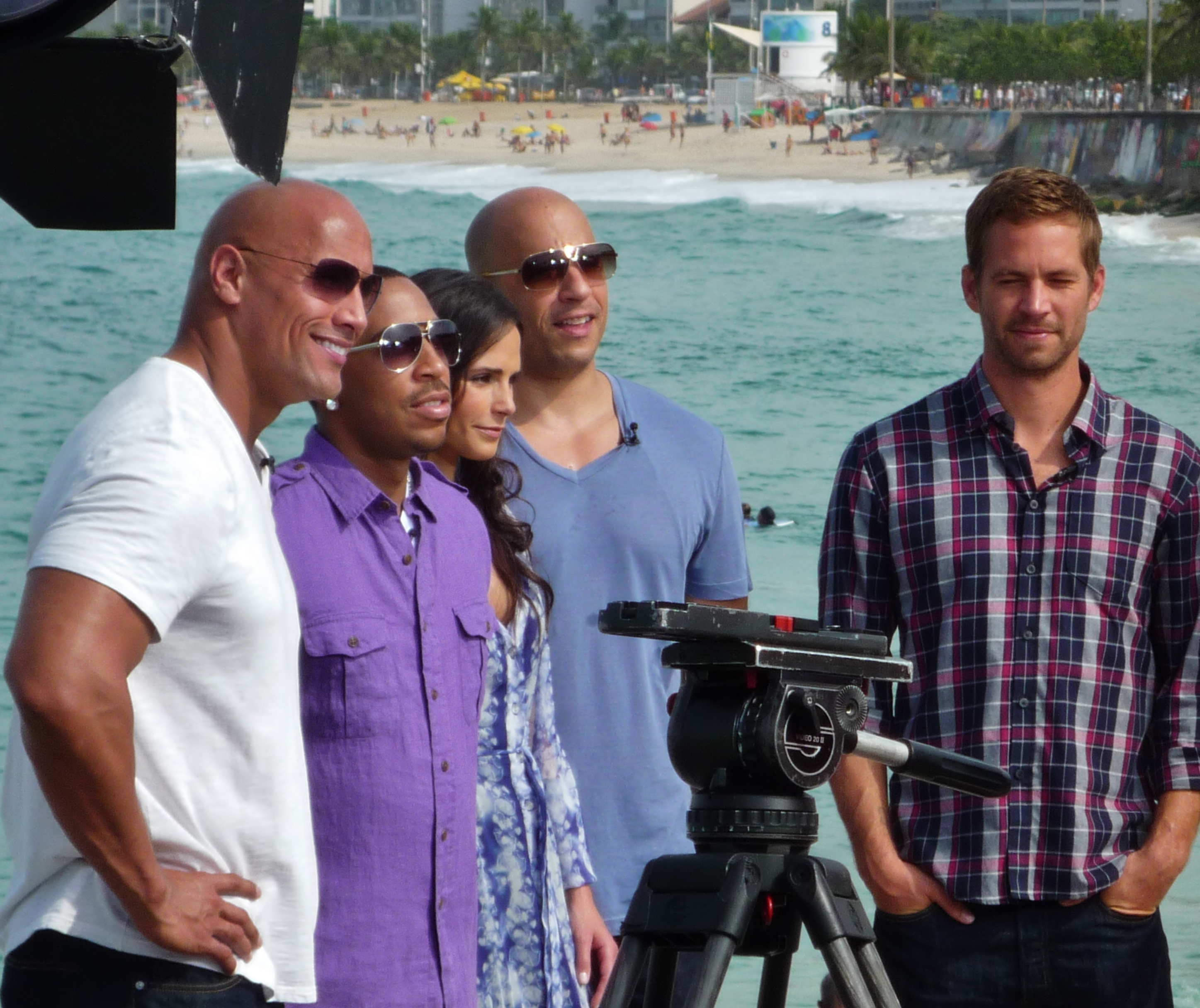
Az Ötödik sebesség szereplői Rióban a felvételek szünetében

| Szerep          | Színész            | Magyar hang      |
| --------------- | ------------------ | ---------------- |
| Dominic Toretto | Vin Diesel         | Galambos Péter   |
| Brian O'Conner  | Paul Walker        | Rajkai Zoltán    |
| Luke Hobbs      | Dwayne Johnson     | Schneider Zoltán |
| Mia Toretto     | Jordana Brewster   | Szávai Viktória  |
| Roman Pierce    | Tyrese Gibson      | Kálid Artúr      |
| Tej Parker      | Ludacris           | Nagypál Gábor    |
| Han Seoul-Oh    | Sung Kang          | Csőre Gábor      |
| Gisele Harabo   | Gal Gadot          | Horváth Lili     |
| Elena Neves     | Elsa Pataky        | Pálfi Kata       |
| Vince           | Matt Schulze       | Szabó Győző      |
| Leo             | Tego Calderón      | Scherer Péter    |
| Santos          | Don Omar           | Kovács Lehel     |
| Hernan Reyes    | Joaquim de Almeida | Kőszegi Ákos     |
| Monica Fuentes  | Eva Mendes         | Kéri Kitty       |
| Letty Ortiz     | Michelle Rodriguez | Solecki Janka    |

## Bemutató
Az Ötödik sebesség bemutatójára 2011. április 15-én került sor, a Cinépolis Lagoon moziban, Rio de Janeiro, Brazíliában. A film házigazdája Susie Castillo volt, és a Dodge autógyár támogatta.

## Kiadás
DVD-n és blu-rayen, az Egyesült Királyságban 2011. szeptember 5-én adták ki, és az Egyesült Államokban október 4-én, 2,35:1 képaránnyal, és DTS-HD Master Audio 5.1-es hanggal. Magyarországon 2011. szeptember 6-án jelent meg.

## Folytatás
A Halálos iram sorozatnak a 6. részét 2010 februárja óta tervezték, amikor az Ötödik sebességet is forgatták, majd 2011 áprilisában megerősítették, hogy lesz 6. része is a sorozatnak. 2011. június 24-én, az Universal Pictures bejelentette, hogy a várt folytatás tervek szerint 2013. május 24-én lesz bemutatva az amerikai mozikban. (Magyarországon május 23-án). Diesel és Moritz újra együtt dolgoznak, és ismét Lin rendezi a filmet.